# Sándor Gombos
Sándor Gombos (* 4. Dezember 1895 in Sombor, Österreich-Ungarn; † 27. Januar 1968 in Budapest, Ungarn) war 1928 in Amsterdam mit der ungarischen Mannschaft Olympiasieger im Säbelfechten. Im Einzelwettbewerb belegte er den fünften Platz.
1997 wurde Gombos in die International Jewish Sports Hall of Fame aufgenommen.